# Tolbor (archäologischer Fundplatz)
Tolbor (auch: Tulbur) ist die Bezeichnung für eine Gruppe von archäologischen Fundplätzen im Tal des Flusses Tolbor (Tulbur), Nebenfluss der Selenga im Changai-Gebirge in der Provinz Bulgan (Mongolei). Besondere Beachtung in Fachkreises erfuhr die 2010 entdeckte Fundstelle Tolbor-16, in der annähernd 45.000 Jahre alte Steinwerkzeuge entdeckt wurden. Sie gelten laut einer 2019 veröffentlichten Studie als die ältesten Belege für die Anwesenheit des anatomisch modernen Menschen (Homo sapiens) in dieser Region und sind rund 10.000 Jahre älter als der Salkhit-Schädel, das älteste bislang bekannte Fossil des Homo sapiens aus der Mongolei. Die Werkzeugfunde gelten zudem als Beleg dafür, dass Asien vom anatomisch modernen Menschen – von Afrika kommend – nicht nur auf südlichen Routen besiedelt wurde, sondern auch auf nördlichen Routen.

## Tolbor-16
Die Ausgrabungen an der Fundstelle Tolbor-16 dauerten von 2011 bis 2016. Diese Fundstelle liegt in 1169 Metern Höhe (ASL, N49 13.619 E102 55.383) im Norden des Changai-Gebirges, am westlichen Rand des Tolbor-Tales, rund 13 Kilometer entfernt von der Mündung des Tolbors in die Selenga. Insgesamt sechs Fundhorizonte wurden identifiziert, deren ältestem per Thermolumineszenzdatierung ein Alter von 42.500 bis 45.600 Jahren zugeschrieben wurde. Aus ihm wurden 826 steinerne Artefakte geborgen, darunter 91 längliche, retuschierte Klingen, die denen aus Fundstellen in Sibirien und in Nordwest-China gleichen. Diese Funde sind annähernd gleich alt wie der Oberschenkelknochen von Ust-Ischim aus dem westlichen Sibirien.
Da sich die Fundstelle Tolbor-16 auf einem relativ niedrig gelegenen Gebirgspass befindet, der Sibirien mit dem nördlichen Bereich der Mongolei verbindet, war bereits nach einer ersten Sichtung der Werkzeugfunde im Jahr 2014 vermutet worden, dies könne möglicherweise als Beleg für eine südwest-nordöstliche Wanderungsroute des Homo sapiens interpretiert werden („Selenga corridor hypothesis“). Zugleich war über den Fund von zwei Perlen aus Schalen von Straußen-Eiern berichtet worden.

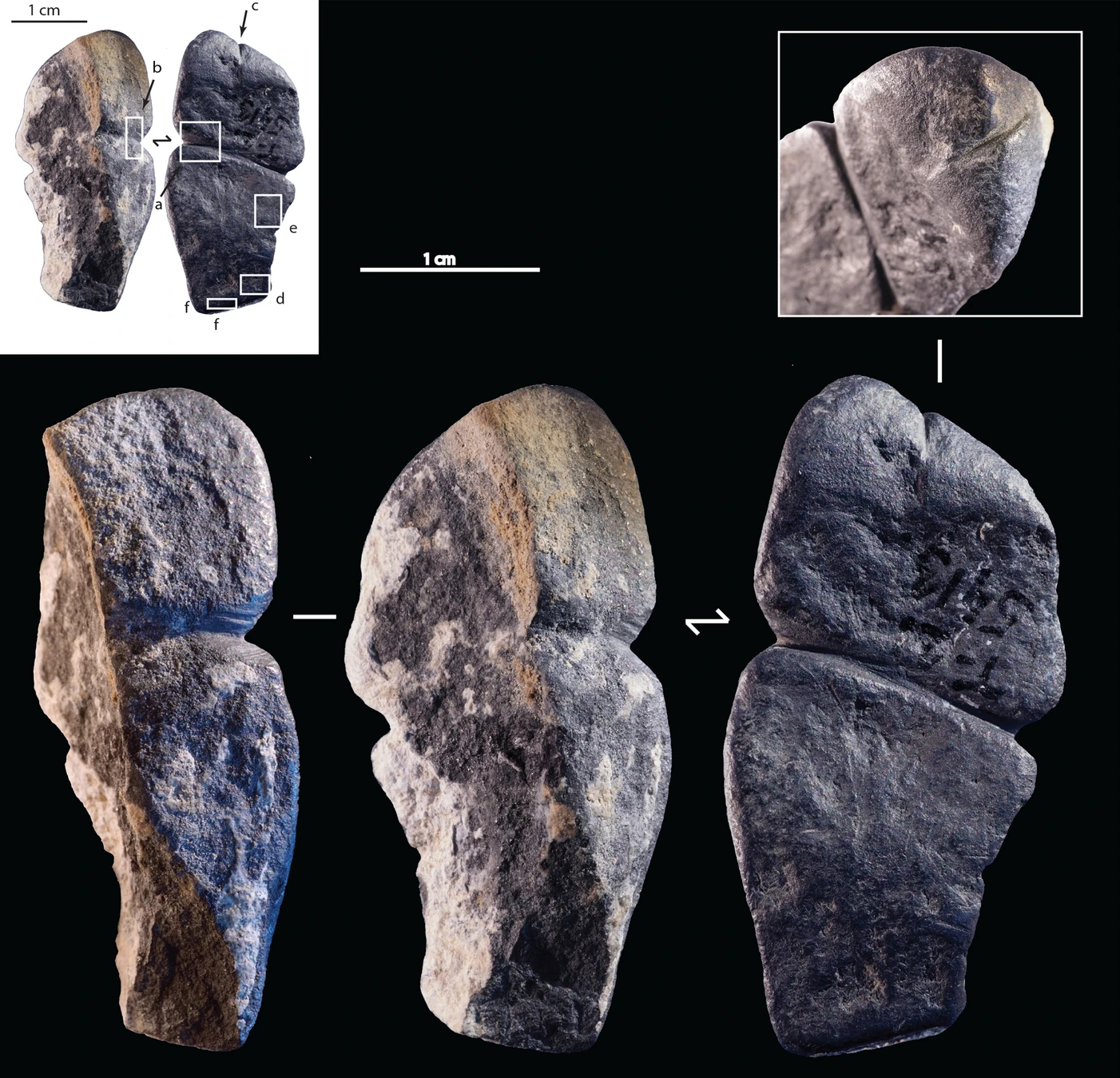
Dreidimensionaler phallischer Anhänger
(a–b) Einkerbung in der Mitte; (c) kurze Einkerbung am abgerundeten Ende; (d–e) parallele Einkerbungen auf der flachen Seite; (f) geglättete Fläche auf der flachen Seite

## Tolbor-21
Die Fundstelle Tolbor-21 liegt auf 1089 Metern Höhe (ASL) im Freiland auf der westlichen Seite des Flusses, rund 12 Kilometer südlich der Mündung des Tolbors in die Selenga (49°15′47″ N, 102°57′28″ E). Sie wird seit 2015 erforscht, die ältesten Schichten sind rund 47.000 bis 40.000 Jahre alt (cal BP). Im Jahr 2023 wurde in der Fachzeitschrift Scientific Reports berichtet, ein Team um die französische Archäologin Solange Rigaud habe aus der Fundstelle Tolbor-21 einen „dreidimensionalen phallischen Anhänger“ geborgen, der rund 42.000 Jahre alt ist. Sollten die Datierung und die Interpretation des Fundes korrekt sein, würde es sich bei ihm den Angaben der Forschergruppe zufolge um die früheste bekannte Darstellung eines männlichen Geschlechtsorgans handeln.
Der Fund war bereits am 28. Juli 2016 entdeckt worden und musste danach vorsichtig von anhaftendem Sediment gereinigt werden. Er ist 43,4 Millimeter lang, 21,4 Millimeter breit sowie 13,9 Millimeter dick und besitzt eine flache und eine konvexe Seite. Die flache und die konvexe Seite des Anhängers wird in der Mitte von einer zwei Millimeter breiten und 0,6 Millimeter tiefen Querrille durchschnitten. Am abgerundeten Ende des Objektes erkennt man eine weitere, kleinere Einkerbung von 0,8 Millimeter Breite und 0,8 Millimeter Tiefe, ferner gibt es am entgegengesetzten Ende mehrere kleine, parallele Rillen und auf der flachen Seite einen geglättete Fläche. Zusammenfassend heißt es in der Studie: „Die allgemeine Form, die Rille und der kurze Einschnitt an einem Ende des Anhängers gehören zu den hervorstechendsten Merkmalen, die zur Identifizierung phallischer Darstellungen in verschiedenen regionalen und zeitlichen Kontexten verwendet werden.“
Bereits im Jahr 2020 waren in einem Forschungsbericht Funde von Steinwerkzeugen aus Tolbor-21 berichtet worden.

## Belege
1. ↑  Byambaa Gunchinsuren: A History of Mongolian Archaeological Studies. In: Handbook of East and Southeast Asian Archaeology. New York, NY.,  Springer 2017, S. 59–77, doi:10.1007/978-1-4939-6521-2_5.
2. ↑  Nicolas Zwyns, Cleantha H. Paine, Bolorbat Tsedendorj et al.: The northern route for Human dispersal in central and northeast Asia: new evidence from the site of Tolbor-16, Mongolia. In: Scientific Reports. Band 9, Artikel.-Nr. 11759, 2019, doi:10.1038/s41598-019-47972-1.
3. ↑  Thibaut Devièse, Diyendo Massilani, Seonbok Yi et al.: Compound-specific radiocarbon dating and mitochondrial DNA analysis of the Pleistocene hominin from Salkhit, Mongolia. In: Nature Communications. Band 10, Artikel-Nr. 274, 2019, doi:10.1038/s41467-018-08018-8.
4. ↑  Humans migrated to Mongolia much earlier than previously believed. Auf: eurekalert.org vom 16. August 2019.
5. ↑  Nicolas Zwyns et al.: The open-air site of Tolbor 16 (Northern Mongolia): Preliminary results and perspectives. In: Quaternary International. Band 347, 2014, S. 53–65, doi:10.1016/j.quaint.2014.05.043, Volltext.
6. ↑  Solange Rigaud et al.: Symbolic innovation at the onset of the Upper Paleolithic in Eurasia shown by the personal ornaments from Tolbor-21 (Mongolia). In: Scientific Reports. Band 13, Artikel Nr. 9545, 2023, doi:10.1038/s41598-023-36140-1.
 42,000-year-old Mongolian pendant may be earliest known phallic art. Auf: science.org vom 16. Juni 2023.
7. ↑  Evgeny P. Rybin, Clea H. Paine, Arina M. Khatsenovich et al.: A new Upper Paleolithic occupation at the site of Tolbor-21 (Mongolia): Site formation, human behavior and implications for the regional sequence. In: Quaternary International. Band 559, 2020, S. 133–149, doi:10.1016/j.quaint.2020.06.022, Volltext.